# Pour les funérailles d'un soldat
Pour les funérailles d’un soldat est une œuvre de Lili Boulanger pour baryton, chœur mixte et piano ou orchestre composée en 1912.

## Composition et création
Pour les funérailles d'un soldat, à l'incipit « Qu'on voile les tambours, que le prêtre s'avance », est un chœur à 4 voix mixtes (SATB), baryton solo et piano composé du 18 août au 19 octobre 1912 sur un poème d'Alfred de Musset. La partition est orchestrée par Lili Boulanger le 30 janvier 1913.
La pièce est dédiée à Georges Caussade, « en profonde reconnaissance, en sincère attachement ».
L'œuvre est donnée en première audition le 11 février 1913 à Paris, salle du Conservatoire, au Salon des musiciens français, par Alexis Ghasne (baryton), la Chorale des auditions modernes et le Cercle choral parisien, sous la direction de Maxime Thomas, avec Lili Boulanger au piano. Avec orchestre, Pour les funérailles d'un soldat est créé le 7 novembre 1915 à Paris, salle Gaveau, par Alexis Ghasne et l'Orchestre des Concerts Colonne-Lamoureux, sous la direction de Gabriel Pierné,.

## Texte
Le texte reprend deux passages dits par le chœur au quatrième acte de la pièce La Coupe et les Lèvres d'Alfred de Musset :
Qu’on voile les tambours, que le prêtre s’avance.

A genoux, compagnons, tête nue et silence.

Qu’on dise devant nous la prière des morts.

Nous voulons au tombeau porter le capitaine.

Il est mort en soldat, sur la terre chrétienne.

L’âme appartient à Dieu ; l’armée aura le corps.

Si ces rideaux de pourpre et ces ardents nuages,

Que chasse dans l’éther le souffle des orages,

Sont des guerriers couchés dans leurs armures d’or,

Penche-toi, noble cœur, sur ces vertes collines,

Et vois tes compagnons briser leurs javelines

Sur cette froide terre, où ton corps est resté !

## Édition
La partition est publiée par Ricordi.
Le contrat d'édition a été signé par Lili Boulanger le 16 septembre 1913, la date de première publication de la partition d'orchestre, avec paroles françaises, étant le 29 mai 1919 (le copyright a été attribué le avril 1919). La partition chœur et piano (Ricordi, 1918 et 1919) porte le cotage R. 111, ainsi que la version anglaise (Frederick H. Martens, For a Soldier Burial) ; les parties vocales (Ricordi, 1914) le cotage R. 34.
La partition est aussi publiée par Schirmer (New York) en 1981, avec une traduction anglaise de Jane May (Memorial for a Soldier).

## Instrumentation
L'instrumentation de la version orchestrale requiert :
| Instrumentation de Pour les funérailles d'un soldat                                         |
| Bois                                                                                        |
| 2 flûtes, 2 hautbois, cor anglais, 2 clarinettes, clarinette basse, 2 bassons, sarrusophone |
| Cuivres                                                                                     |
| 4 cors, 2 trompettes, 2 cornets, 3 trombones, tuba                                          |
| Percussions                                                                                 |
| timbales, cloche, cymbales, tambours, tam-tam                                               |
| Claviers / cordes pincées                                                                   |
| 2 harpes                                                                                    |
| Cordes                                                                                      |
| premiers violons, seconds violons, altos, violoncelles, contrebasses                        |

## Commentaires
Pour les funérailles d'un soldat est d'une durée moyenne d'exécution de huit minutes trente environ.
Avec cette œuvre, et son autre chœur Renouveau, Lili Boulanger a obtenu le 7 février 1913 le prix Lepaulle de l'Institut de France.
Pour Mireille Gaudin, « dans le contexte de rituel funéraire, la jeune compositrice manifeste une incroyable prescience de la misère humaine. La 1re et la 3e parties avec cuivres, vents et percussions et les lamentations du chœur sont bouleversantes, l'épisode central, poignant, est confié au baryton solo ».
Pour Roman Hinke, Pour les funérailles d'un soldat, « avec son caractère de marche funèbre et ses sombres sonorités sur l'hymne médiéval du Dies irae, permet de mesurer la grande sensibilité de Boulanger pour les développements dramatiques, tout en témoignant de sa vision du monde humaine et profondément pacifique ».
La couverture de la partition d'orchestre (éditions Ricordi) a été illustrée par Jacques Debat-Ponsan, pensionnaire à la villa Médicis en même temps que Lili Boulanger.

## Discographie
- Lili Boulanger : Clairières dans le ciel, Les Sirènes, Renouveau, Hymne au soleil, Soir sur la plaine, Pour les funérailles d'un soldat, New London Chamber Choir, Peter Johnson (baryton), Andrew Ball (piano) et Ian Townsend (piano 3e main), James Wood (dir.), Hyperion CDA66726, 1994.
- Lili Boulanger : 3 Psaumes, Vieille prière bouddhique, Pour les funérailles d'un soldat, D'un soir triste, D'un matin de printemps, Vincent Le Texier (baryton), Chœur symphonique de Namur et Orchestre philharmonique du Luxembourg, Mark Stringer (en) (dir.), Timpani 1C1046, 1998.
- Lili Boulanger, Hymne au Soleil : Œuvres chorales - Choral works, Orpheus Vokalensemble, Antonii Baryshevskyi (piano), Michael Alber (dir.), Carus 83.489, 2018[8].